# Ка де Грималди (Ређо Емилија)
Ка де Грималди је насеље у Италији у округу Ређо Емилија, региону Емилија-Ромања.
Према процени из 2011. у насељу је живело 24 становника. Насеље се налази на надморској висини од 360 м.